# Statue de Tchekhov à Yalta
La statue de Tchekhov (Памятник А. П. Чехову) est un monument situé à Yalta en Crimée que l'on trouve au parc Gagarine. Il a été érigé en 1953 en l'honneur du grand écrivain russe Anton Tchekhov. C'est une œuvre du sculpteur Gueorgui Motovilov et de l'architecte Leonid Poliakov (pour le socle),.

## Histoire et description
Le 15 juillet 1953, pour les quarante-neuf ans de la mort d'Anton Tchekhov  l'on érige ce monument au parc Gagarine. La sœur de l'écrivain, Maria Tchekhova, assiste à la cérémonie d'inauguration, ainsi qu'Olga Knipper, la veuve de Tchekhov.
L'écrivain est représenté assis les jambes croisées sur un roc,, tenant un carnet dans la main gauche, le regard dirigé au loin vers la mer. La statue est posée sur un socle de diorite avec l'inscription «Tchekhov».
En face de la statue, on trouve la buvette d'eau minérale la plus ancienne de la ville.

## Tchekhov à Yalta
Anton Tchekhov est arrivé à Yalta en 1898 pour y prendre sa résidence principale, selon le conseil de ses médecins qui soignaient sa tuberculose. Il achète une parcelle de terrain à Aoutka (aujourd'hui quartier intégré à la municipalité de Yalta) pour y construire sa Datcha Blanche et s'installe dès 1899 dans une aile déjà prête. La villa de Tchekhov est construite par l'architecte Lev Chapovalov et comprend un étage avec vue sur la mer. Auparavant, Tchekhov avait fait deux séjours à Yalta, l'un en 1889, l'autre en 1894.
Anton Tchekhov a vécu en tout cinq ans à Yalta jusqu'à sa mort. Mais ces quelques années sont très productives et il y compose des œuvres majeures comme par exemple La Dame au petit chien, Les Trois Sœurs, La Cerisaie. 
Les activités sociales et éducatives de Tchekhov ont toujours été très appréciées par les habitants de Yalta, qui l'appellent « le premier citoyen de la ville ». Sa mémoire a été immortalisée non seulement par ce monument ; mais aussi par le nom du théâtre de la ville, de l'une des rues, de la bibliothèque centrale, d'une maison de vacances et d'un dispensaire antituberculeux.